# Milligan (Nebraska)
Milligan es una villa situada en el condado de Fillmore, Nebraska, Estados Unidos. Tiene una población estimada, a mediados de 2022, de 241 habitantes.

## Geografía
La localidad está ubicada en las coordenadas 40°30′00″N 97°23′18″O / 40.50000, -97.38833 (40.499957, -97.388419). Según la Oficina del Censo de los Estados Unidos, tiene una superficie de 0.67 km², correspondientes en su totalidad a tierra firme.

## Demografía
Según el censo de 2020, en ese momento había 244 personas residiendo en la localidad. La densidad de población era de 364 hab./km². El 95.90% de los habitantes eran blancos, el 0.41% era asiático, el 0.41% era de otra raza y el 3.28% eran de una mezcla de razas. Del total de la población, el 1.23% eran hispanos o latinos de cualquier raza.